# Полице (община Конавле)
Полице (на хърватски: Poljice) е село в Хърватия, разположено в община Конавле, Дубровнишко-неретванска жупания. Намира се на 430 метра надморска височина. Населението му според преброяването през 2011 г. е 70 души. При преброяването на населението през 1991 г. има 90 жители, от тях 88 (97,77 %) хървати и 2 (2,22 %) сърби.

## Население
Численост на населението според преброяванията през годините:
- 1857 – 168 души
- 1869 – 189 души
- 1880 – 194 души
- 1890 – 204 души
- 1900 – 205 души
- 1910 – 205 души
- 1921 – 197 души
- 1931 – 212 души
- 1948 – 190 души
- 1953 – 166 души
- 1961 – 133 души
- 1971 – 110 души
- 1981 – 119 души
- 1991 – 90 души
- 2001 – 81 души
- 2011 – 70 души